# Beaugies-sous-Bois
Beaugies-sous-Bois – miejscowość i gmina we Francji, w regionie Hauts-de-France, w departamencie Oise.
Według danych na rok 1990 gminę zamieszkiwały 83 osoby, a gęstość zaludnienia wynosiła 21 osób/km² (wśród 2293 gmin Pikardii Beaugies-sous-Bois plasuje się na 914. miejscu pod względem liczby ludności, natomiast pod względem powierzchni na miejscu 972.).